# Циркулане
Циркулане (словен. Cirkulane) је насељено мјесто и седиште истоимене општине Циркулане, Подравска регија, Словенија.

## Историја
До територијалне реорганизације у Словенији биле су у саставу старе општине Птуј.

## Становништво
У попису становништва из 2011. године, Циркулане су имале 434 становника.
| Број становника према пописима | Број становника према пописима | Број становника према пописима |
| ------------------------------ | ------------------------------ | ------------------------------ |
| 1991                           | 2002                           | 2011                           |
| 353                            | 362                            | 434                            |